# Loxobates ephippiatus
Loxobates ephippiatus är en spindelart som beskrevs av Tord Tamerlan Teodor Thorell 1877. Loxobates ephippiatus ingår i släktet Loxobates och familjen krabbspindlar.
Artens utbredningsområde är Sulawesi. Inga underarter finns listade i Catalogue of Life.